# Iglesia de San Pedro (San Pedro de Atacama)
La iglesia de San Pedro, también conocida como la iglesia de San Pedro de Atacama, se ubica a un costado de la plaza de San Pedro de Atacama, en la ciudad del mismo nombre, en la Región de Antofagasta, Chile.
El patrono de la iglesia, como su nombre lo indica, es San Pedro, a quien se celebra cada año, el 29 de junio con bailes típicos.

## Historia

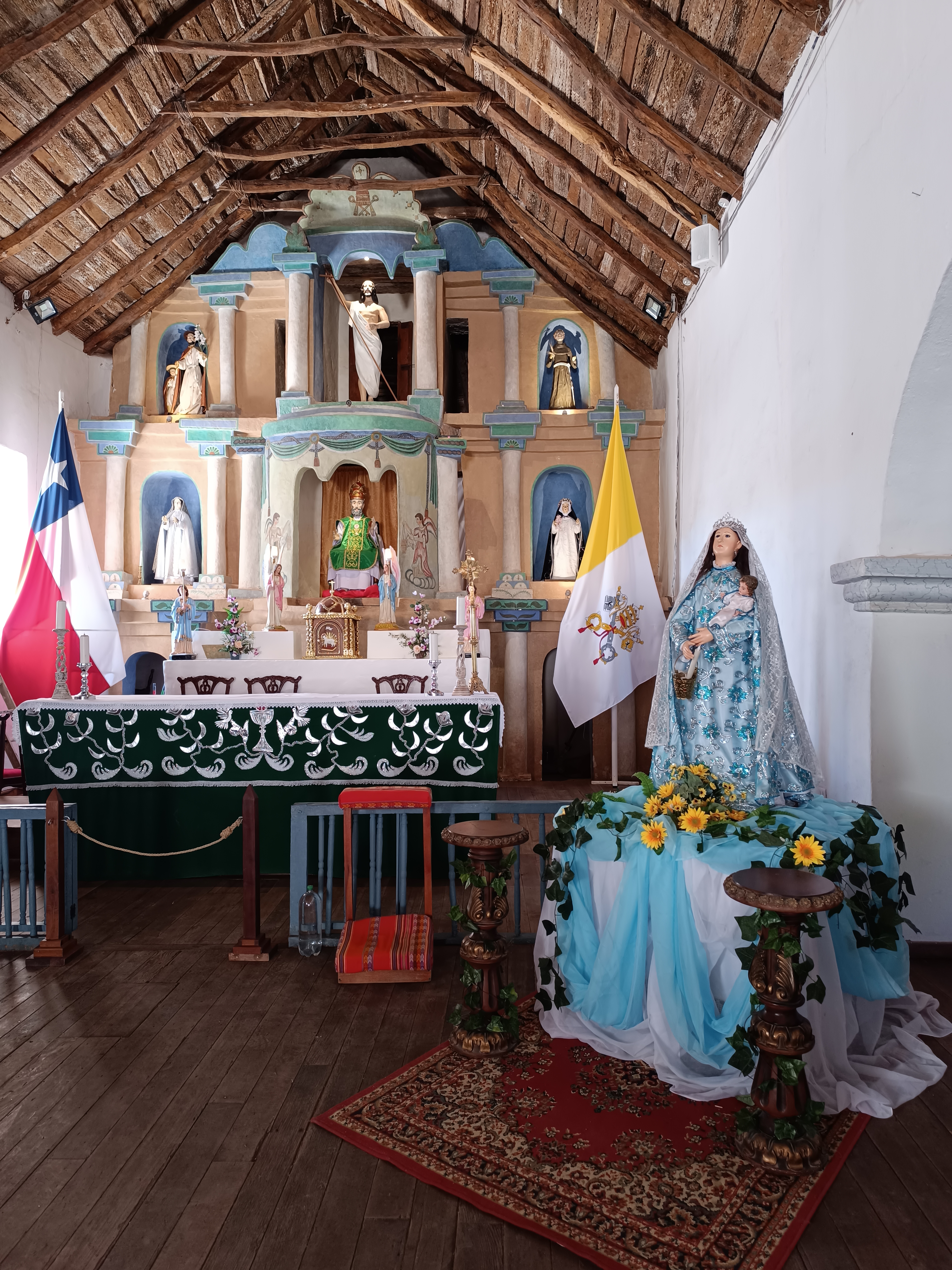
Altar mayor de la iglesia, con las banderas de Chile y el Vaticano.

La primera iglesia de la localidad fue construida unos 100 años antes que la edificación actual. La actual iglesia fue construida en el siglo XVIII, tras la destrucción de la más antigua. La torre se añadió en 1964.
El 6 de julio de 1951  la iglesia fue declarada Monumento Nacional de Chile, en la categoría de Monumento Histórico, mediante el Decreto N.º 5080.

### Restauración
El templo sufrió severos daños estructurales tras el terremoto de Tocopilla de 2007, lo que motivó su restauración mediante el programa de "Puesta en Valor del Patrimonio". El proyecto fue financiado con fondos de la Subsecretaría de Desarrollo Regional y Administrativo, los cuales fueron administrados por el Gobierno Regional de Antofagasta a través del Fondo Nacional de Desarrollo Regional. La ejecución del proyecto estuvo a cargo de la Fundación Altiplano.
En junio de 2014 se iniciaron las obras de restauración de la iglesia. Uno de los cambios más radicales de las obras de restauración fue el acabado exterior, con cal y tierra de color, el cual correspondía al aspecto del templo en los tiempos del padre Gustavo Le Paige. Actualmente la fachada está encalada, en color blanco.
A mediados de enero de 2015, la fundación informó el descubrimiento de la pintura de dos ángeles turiferarios, de los cuales no se tenía registro previo. Las imágenes se encontraban en la hornacina central del retablo, bajo cuatro capas de pintura sintética. Las investigaciones realizadas por la fundación revelaron que las pinturas corresponden a mediados del siglo XIX y que fueron tapadas en 1894. Las imágenes finalmente fueron restauradas. Otra importante tarea acometida en este proceso de restauración fue la recuperación del órgano del coro, instrumento original de 1776 que habría sido destruido parcialmente por un incendio en 1838 y vuelto a reconstruir en 1844. Es un órgano de cinco registros (octava, docena, lleno, tapado y quincena), muy representativo de la organería andina desarrollada en Cusco a partir del siglo XVI. Después de más de 120 años mudo, el órgano volvió a cantar tras reponerse su mecanismo y sus 294 tubos.  
Las puertas de la iglesia volvieron a abrirse –con un avance del 80 %– el 26 de junio de 2015, con la visita de la presidenta Michelle Bachelet. Al momento de la reapertura, se habían restaurado la techumbre, muros, imágenes y altar mayor, además de la realización de excavaciones arqueológicas. El 28 y 29 de junio se realizó la celebración de San Pedro y San Pablo, continuándose posteriormente los trabajos de recuperación del atrio y muros perimetrales.

## Arquitectura

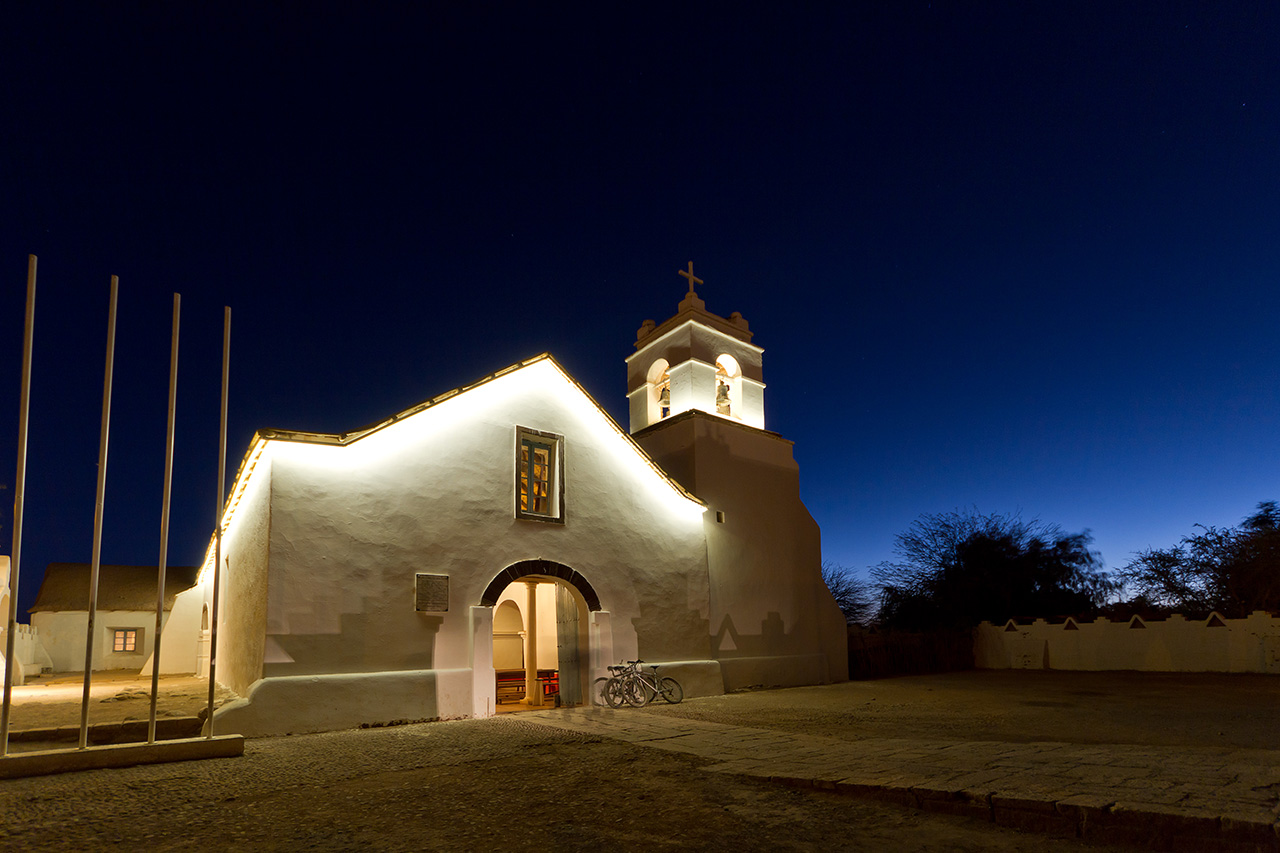
Iglesia de San Pedro de Atacama al atardecer.

De estilo andino, fue construida en adobe y está perimetrada por un cerco, levantado en 1978, del mismo material. Este, con tres portadas de acceso en forma de arco, forma un patio interior. Fue sede parroquial antes de 1641, pero los actuales muros de la iglesia datan de 1744 y fueron reparados entre 1839 y 1843. La torre actual reemplazó en  1964 a una antigua de madera. La restauración incluyó la creación de un sistema de evacuación de aguas de lluvia.
El envigado es de tablas de chañar y algarrobo, amarradas con cintas de cuero crudo de llamo, y la techumbre de tablillas de cactus cubiertas con barro y paja. Posee una planta en cruz latina que tiene 41 metros de largo por 7,5 metros de ancho. Su piso es de pino oregón.

## Véase también

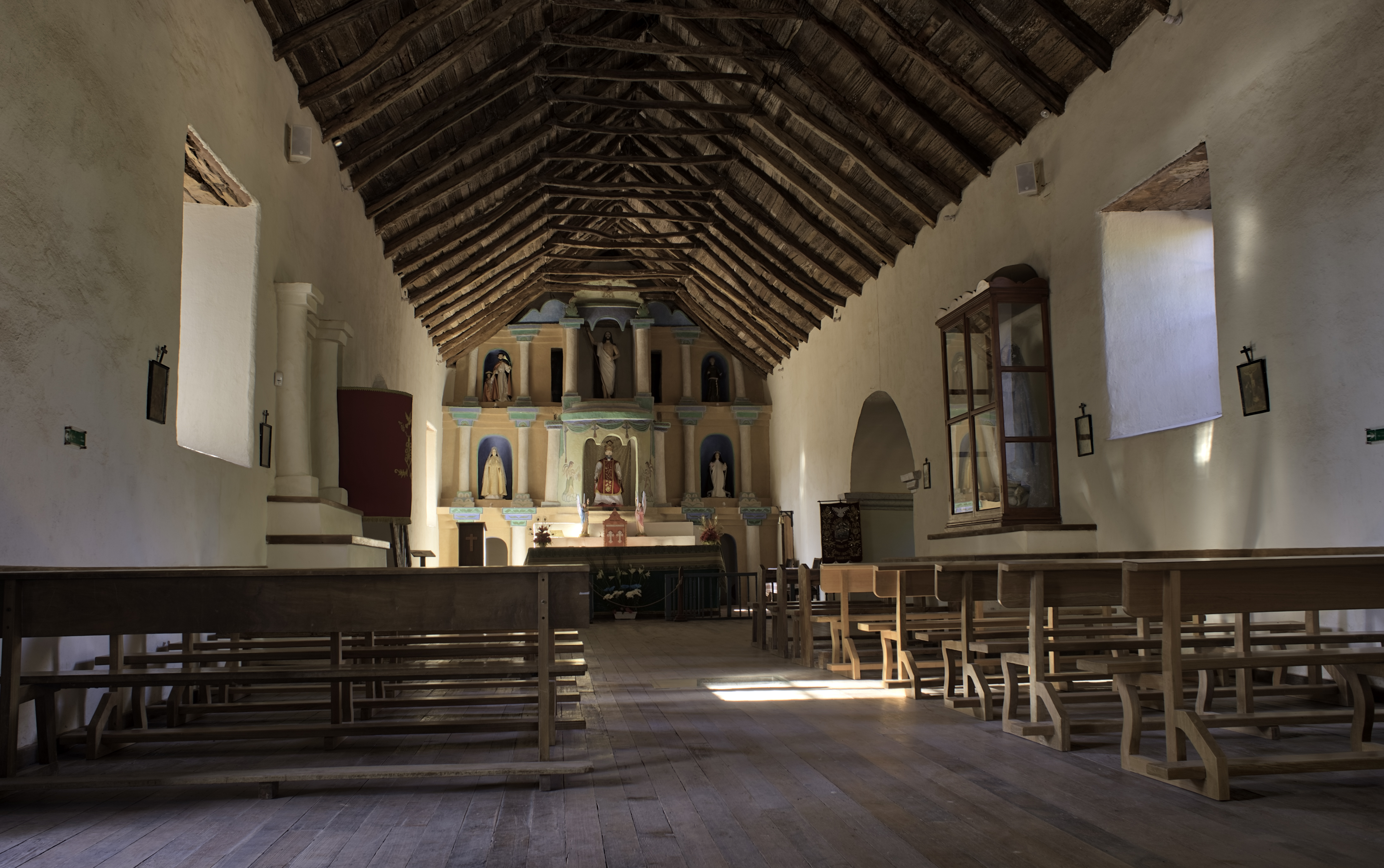
Interior de la iglesia de San Pedro.